# Joannis Alexander Krieger
Pour les articles homonymes, voir Krieger.
Joannis Alexander Krieger, né le 8 avril 1759 à Grave et mort dans cette ville le 2 octobre 1832, est un homme politique néerlandais.

## Biographie
Krieger est un orfèvre, libraire et imprimeur de la ville de Grave. En 1795, favorable au prince d'Orange, il entre à la municipalité de la ville et en devient bourgmestre en 1796. La même année, il est également élu député à la première assemblée nationale batave. Fédéraliste, il fait partie de la commission constitutionnelle de l'assemblée et travaille sur le recensement de la population de la République batave. Il n'est pas réélu en août 1797.
Lors de la mise en place du Directoire batave, le 31 juillet 1798, il est élu député au Corps représentatif. En 1802, il est nommé à l'administration du département du Brabant et devient contrôleur des digues et substitut du procureur du département à partir de 1806.